# Чепелівська сільська рада (Сновський район)
Че́пелівська сільська́ ра́да — адміністративно-територіальна одиниця та орган місцевого самоврядування у Щорському районі Чернігівської області. Адміністративний центр — село Чепелів.

## Загальні відомості
Чепелівська сільська рада утворена в 1927 році.
- Територія ради: 40,09 км²
- Населення ради: 306 осіб (станом на 2001 рік)

## Населені пункти
Сільській раді підпорядковані населені пункти:
- с. Чепелів

## Склад ради
Рада складається з 12 депутатів та голови.
- Голова ради: Мороз Марія Іванівна
- Секретар ради: Паренчук Валентина Павлівна

### Керівний склад попередніх скликань
| ПІБ                     | Основні відомості                                            | Дата обрання | Дата звільнення |
| ----------------------- | ------------------------------------------------------------ | ------------ | --------------- |
| Садова Людмила Іванівна | Сільський голова, 1951 року народження, член Народної партії | 26.03.2006   | 17.12.2009      |
| Мороз Марія Іванівна    | Сільський голова, 1958 року народження, освіта вища          | 31.10.2010   |                 |

Примітка: таблиця складена за даними джерела

### Депутати
За результатами місцевих виборів 2010 року депутатами ради стали:

#### За суб'єктами висування
| Суб'єкт висування | Кількість обраних депутатів | %    |
| ----------------- | --------------------------- | ---- |
| Самовисування     | 6                           | 50   |
| Партія регіонів   | 4                           | 33,3 |
| Народна партія    | 2                           | 16,7 |

#### За округами
| № округу        | Прізвище, ім'я, по батькові      | Дата визнання обраним | Освіта             | Партійна приналежність                        | Відомості про обраного депутата         |
| --------------- | -------------------------------- | --------------------- | ------------------ | --------------------------------------------- | --------------------------------------- |
| Народна Партія  |                                  |                       |                    |                                               |                                         |
| 2               | Сіроус Марина Михайлівна         | 05.11.2010            | середня            | позапартійна                                  | декретна відпустка                      |
| 10              | Сібагатова Наталія Анатоліївна   | 05.11.2010            | середня            | член Народної партії                          | відділення поштового зв'язку, начальник |
| Партія регіонів |                                  |                       |                    |                                               |                                         |
| 5               | Наумочкина Альона Олександрівна  | 05.11.2010            | середня спеціальна | позапартійна                                  | декретна відпустка                      |
| 8               | Кухаренко Олена Анатоліївна      | 05.11.2010            | вища               | позапартійна                                  | ПСП «Чепелоівське», головний бухгалтер  |
| 9               | Паренчук Валентина Павлівна      | 05.11.2010            | середня спеціальна | позапартійна                                  | Чепелівська сільська рада, секретар     |
| 11              | Стеценко Людмила Іванівна        | 05.11.2010            | середня            | позапартійна                                  | ПСП «Чепелівське», секретар-касир       |
| Самовисування   |                                  |                       |                    |                                               |                                         |
| 1               | Литвиненко Валентина Григорівна  | 05.11.2010            | середня            | член Всеукраїнського об'єднання «Батьківщина» | тимчасово не працює                     |
| 3               | Забаровська Тетяна Андріївна     | 05.11.2010            | середня спеціальна | член Всеукраїнського об'єднання «Батьківщина» | Магазин «Седам», старший продавець      |
| 4               | Шокало Світлана Геннадіївна      | 05.11.2010            | середня спеціальна | позапартійна                                  | Сновська загальноосвітня школа, вчитель |
| 6               | Садова Галина Вікторівна         | 05.11.2010            | середня            | позапартійна                                  | магазин № 3, завідувачка                |
| 7               | Ніколаєнко Олександр Миколайович | 05.11.2010            | середня            | член Комуністичної партії України             | тимчасово не працює                     |
| 12              | Васько Інна Рашидівна            | 05.11.2010            | середня            | позапартійна                                  | тимчасово не працює                     |